# Carlos III de França
Carlos III (17 de setembro de 879 – 7 de outubro de 929), chamado de Carlos, o Simples, foi o Rei da Frância Ocidental de 893 até sua deposição em 922 e Rei da Lotaríngia de 911 a 923. Era filho do rei Luís II e de sua segunda esposa Adelaide de Paris e irmão dos reis Luís III de França e Carlomano II. Em 907 casou-se com Frederuna. Após a morte daquela em 917, Carlos desposou a princesa anglo-saxã Edgiva de Wessex, filha do rei Eduardo o Velho, com quem teve o seu herdeiro Luís IV de França.

## Um herdeiro deposto

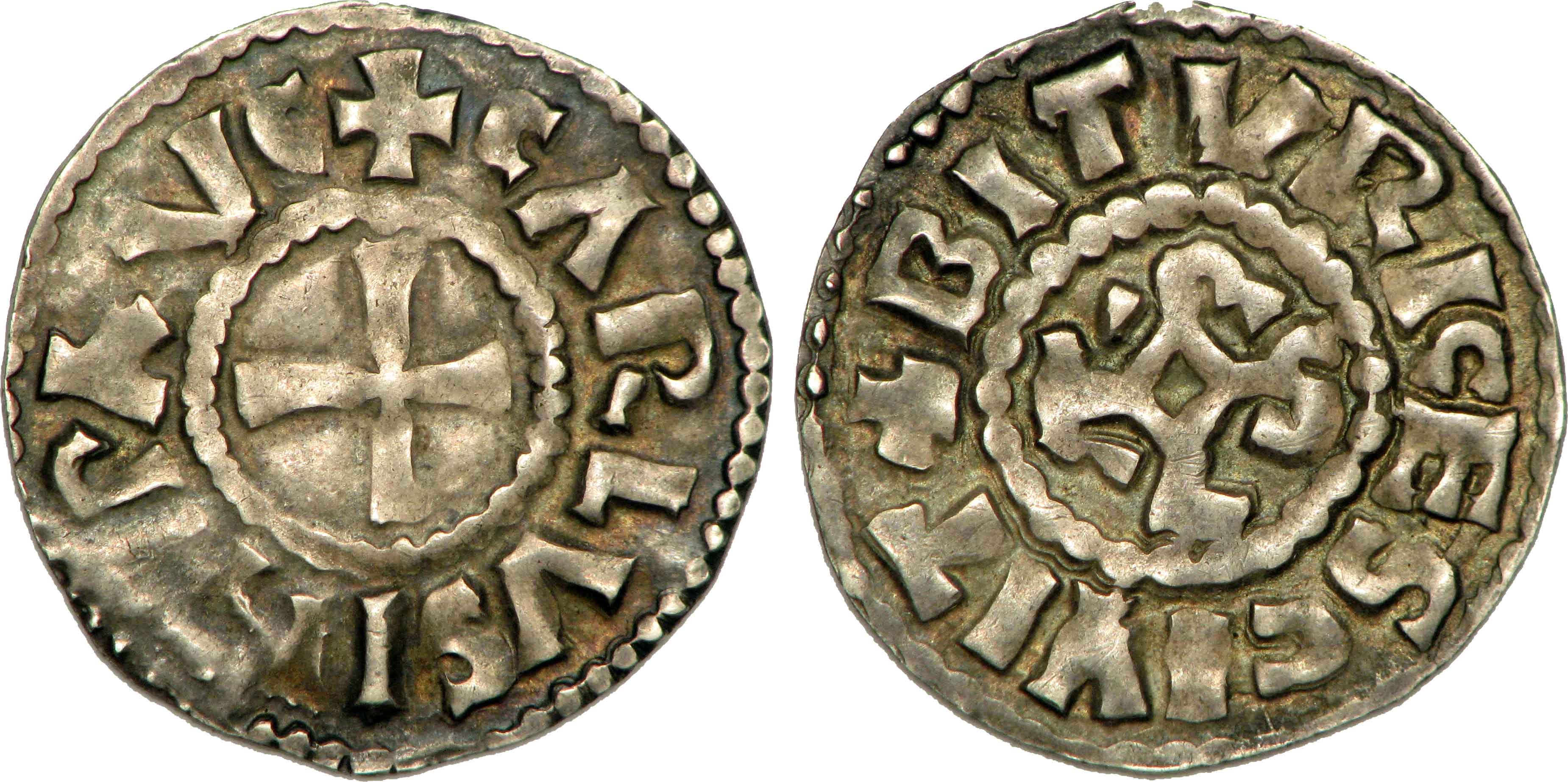
Moeda de Carlos III, o Simples

Carlos foi o terceiro filho de Luís, nascendo depois da morte do pai. Ele não pôde ascender ao trono quando seu meio-irmão Carlomano II morreu em 884, ou após a deposição de seu primo Carlos, o Gordo em 888 por causa de sua pouca idade. Os nobres franceses escolheram Eudo de Paris como novo soberano, porém Carlos acabou coroado rei  num domingo 28 de janeiro de 893 por uma facção contrária a Eudo. A coroação ocorreu na Abadia Saint-Remi de Reims por Foulques, assistido pelos bispos de Laon, de Châlons e de Thérouanne, na presença de um grande número de senhores do país entre o Sena e o Mosa. Ocorre uma luta pelo poder entre os dois reis, no curso da qual Eudo destrói o castelo de Épernay e cerca Reims. Os partidários de Carlos obrigam-no a levantar cerco em setembro.  Após as negociações, uma trégua é concluída até ao dia de Páscoa do ano seguinte (31 de março de 894). Durante esta trégua, Foulques tenta obter o apoio do Papa e do Imperador, em vão.
No final da trégua, Eudo sitia Reims e força Carlos a escapar secretamente. Carlos ganha a Germânia e rende-se em Worms, onde Arnulfo da Caríntia detém uma plaid: o jovem príncipe carolíngio obtém o envio oficial de tropas para ajudar a combater o seu rival Robertiano. No entanto, os líderes do exército de Socorro, com o pretexto de que a amizade que os unia a Eudo e que unia seus pais a Roberto, o Forte, duque dos Francos e das fronteiras da Frância, abandonam Carlos ao longo do caminho. Carlos refugia-se então na Borgonha, perto de Richard. Aparecendo como mediador, Arnulfo cita os dois rivais em Worms. Eudo vai lá e é reconhecido pelo Imperador. Em seu retorno, derrota a embaixada de Carlos, liderada por Foulques. O partido de Carlos, em seguida, aborda seu primo Zuentiboldo, filho de Arnulfo, que concorda em enviar-lhe ajuda, mas Zuentiboldo traiu-o, destacando vários senhores da sua causa e vão tentar conquistar parte do Reino de Eudo.
A partir da trégua de 894, uma negociação é a única maneira de acabar com esta guerra estéril aos olhos dos grandes. O reconhecimento dos direitos de Eudo por Arnulfo justifica uma solução negociada pelos representantes das duas partes. Hervé, representando Eudo, liderou a negociação em 896 sob a arbitragem ambivalente de Foulques. Em 897, Carlos e Eudo concluíram o acordo. De acordo com o analista de Saint-Vaast, uma divisão do reino é então decidida, além da promessa de sucessão ao trono com a morte de Eudo, que se torna efetiva a 3 de janeiro de 898. Por seu lado, Carlos concorda em confirmar Roberto, o irmão de Eudo, no seu comando neustriano, nas mãos da linhagem robertiana desde 886.
No seu leito de morte a 3 de janeiro de 898, Eudo, fiel ao seu compromisso, designou Carlos como seu sucessor. Carlos III recebe então a homenagem dos grandes do reino reunidos e concede a Roberto a livre disposição dos condados neustrianos, além de seu marquesado da Bretanha e vários condados entre o Sena e o Loire. Enquanto a Neustria, termo já obsoleto, não é mais mencionada nos arquivos, a ascensão ao trono de Carlos III é a ocasião do nascimento público de um principado militar, atribuído aos robertianos.

## O rei dos Francos ocidentais
Em 898, a Lotaríngia revolta-se contra Zuentiboldo sob o comando de Conde Regnier. Carlos, o Simples, tenta conquistar o reino querido pelos seus antepassados. Os bispos da Lotaringia intervêm e restauram a paz entre os primos discordantes.

### Os Normandos

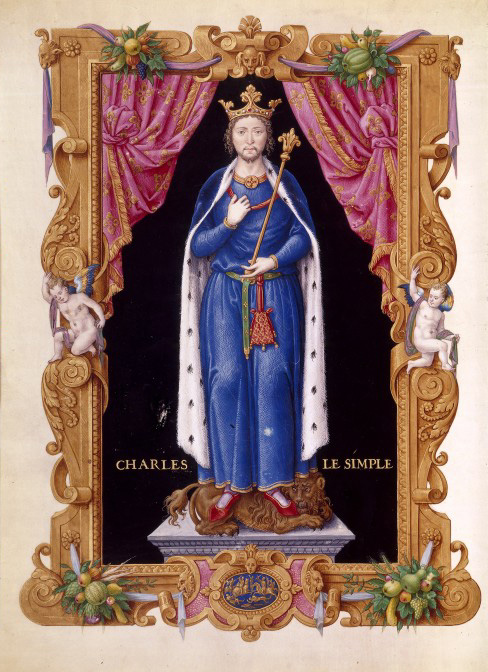
Retrato de Carlos III, o Simples que figura no Recueil des rois de France de Jean du Tillet.

Durante o seu reinado, assim como nos anteriores, ocorreram invasões viquingues. 
A 28 de dezembro de 898, com um pequeno número de soldados, Carlos bate no Vimeu um bando de normandos que retorna ao seu acampamento, carregado de espólio. Mas a situação muitas vezes escapa ao controle real. A área de obediência do rex francorum é limitada a uma fração da Francia entre o Sena e o Mosa.
A difícil aprendizagem da função real explica o seu recente casamento oficial em Laon, uma das suas cidades favoritas. Liga-se a 16 de abril de 907, a Frederuna, filha do conde lotaringío Teodorico II de Rhingelheim e de Ringildim da Frísia, consagrada a 18 de abril em Saint-Remi de Reims por Hervé, arcebispo de Reims. A 19 de abril, Carlos doa-lhe o palácio de Attigny, um dote que inclui o escritório de impostos Corbeny e o palácio de Ponthion, com todas as suas dependências 27.
Um grupo liderado por Rollo invadiu a França em 910, e cercou Paris e Chartres. Em 911 Carlos firmou um acordo de paz com o líder normando através do Tratado de Saint-Clair-sur-Epte, no qual as terras ao redor de Ruão foram cedidas para Rollo, dando origem ao ducado da Normandia. No mesmo ano Luís IV da Germânia morreu e seus vassalos declararam Carlos como o novo rei.
A partir de 918 o rei passou a favorecer cada vez mais um nobre da Lotaríngia, Hagano, fazendo com que a aristocracia francesa se revoltasse em 920 e novamente em 922. Eles coroaram Roberto, irmão de Eudo, como novo rei e Carlos foi obrigado a fugir para a Germânia. No ano seguinte ele voltou com um exército, porém, mesmo com a morte de Roberto na Batalha de Soissons, Carlos foi derrotado. Em seguida o rei carolíngio foi capturado por Herberto II de Vermandois e mantido em cativeiro em Péronne até sua morte.